# Anna K. Behrensmeyer

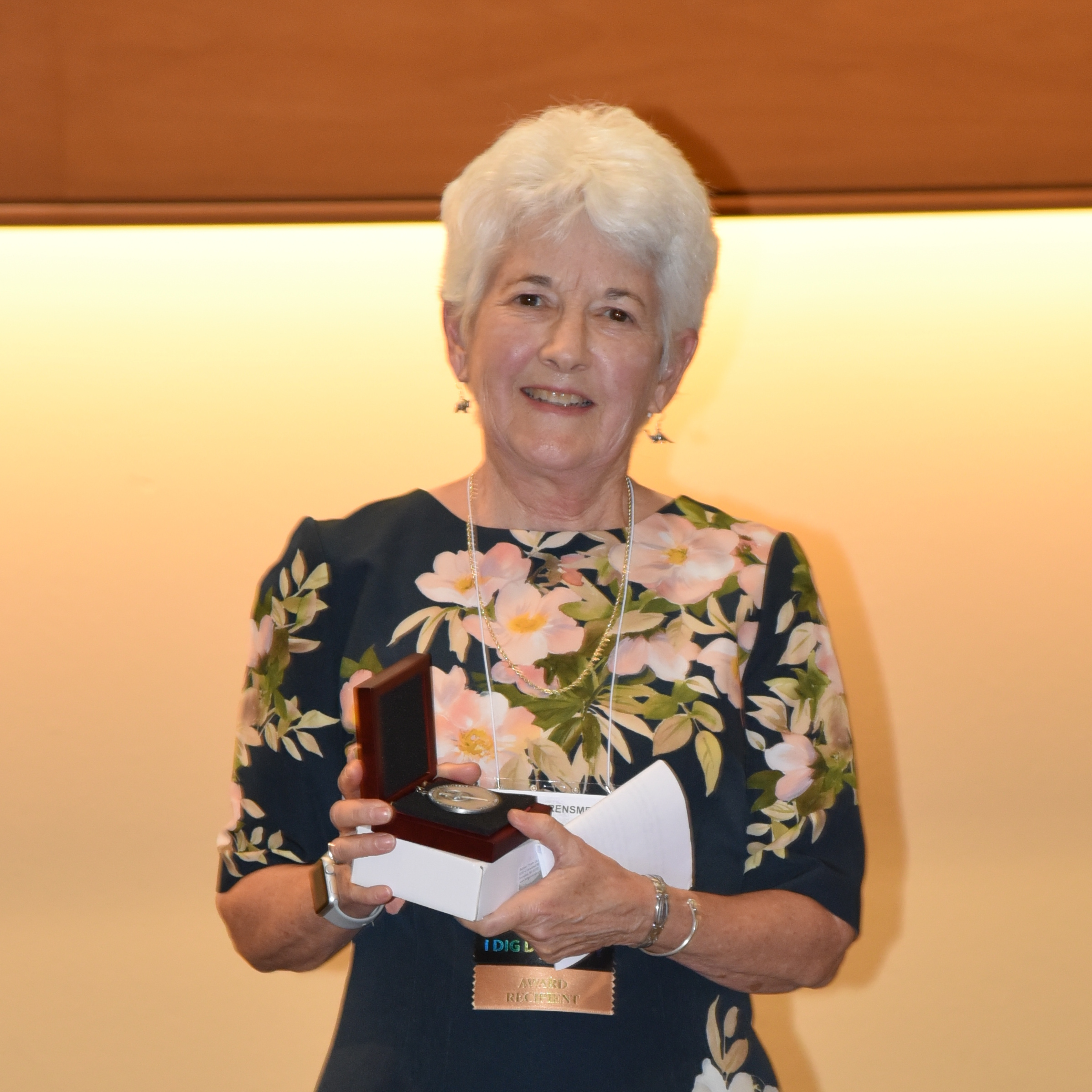
Anna K. Behrensmeyer 2018

Anna Katherine „Kay“ Behrensmeyer (* 1946 in Quincy, Illinois) ist eine US-amerikanische Paläontologin und Paläoökologin.
Behrensmeyer erlangte ihren Bachelor-Abschluss von der Washington University in St. Louis und wurde 1973 an der Harvard University in Wirbeltierpaläontologie und Sedimentologie promoviert. Als Post-Doktorandin war sie an der University of California, Berkeley, der Yale University und der University of California, Santa Cruz, bevor sie 1981 zur Smithsonian Institution kam. Dort ist sie Kuratorin für Wirbeltier-Paläontologie und (seit 1987) Ko-Direktorin des Programms zur Evolution terrestrischer Ökosysteme in der Abteilung Paläobiologie des National Museum of Natural History. Sie war Adjunct Professorin an der  George Washington University und der University of Arizona.
Sie untersuchte insbesondere die Paläoökologie früher Hominiden im Pliozän und Pleistozän Ostafrikas. Schon als Studentin untersuchte sie 1968 die Stratigraphie und die Fossilien der Lothagam-Formation in Kenia (spätes Miozän, frühes Pliozän) und 1969 wurde sie von  Richard Leakey zur Untersuchung der Fossilien in der Hominidenfundstelle von Koobi Fora (East Turkana) in Kenia hinzugezogen. Dort entdeckte sie in einer Tuff-Schicht (Kay Behrensmeyer Site Tuff oder KBS Tuff) fossile menschliche Steinwerkzeuge, die 1,9 Millionen Jahre alt waren (anfangs wurden sie sogar auf 2,6 Millionen Jahre datiert). Die Paläoökologie und Taphonomie von Koobi Fora war auch Gegenstand ihrer Dissertation, die 1975 veröffentlicht wurde. Seit 1986 ist sie auch an den Ausgrabungen in Olorgesailie in Kenia beteiligt.
Sie untersucht auch seit Mitte der 1970er Jahre mit dem Ökologen David Western die Taphonomie rezenter Wirbeltiere im Amboseli National Park. Außerdem forscht sie über die Taphonomie und Paläoökologie von Wirbeltieren aus der späten Trias und dem frühen Jura von Arizona und im Miozän der Siwaliks in Pakistan.
2016 erhielt sie die Raymond C. Moore Medal for Paleontology, 2018 die Paleontological Society Medal und die Romer-Simpson-Medaille und 2019 den G. K. Warren Prize für Geologie von Flüssen der National Academy of Sciences, deren Mitglied sie 2020 wurde. 2011 wurde Behrensmeyer in die American Academy of Arts and Sciences gewählt.

## Schriften (Auswahl)
- Preliminary geological interpretation of a new hominid site in the Lake Rudolf Basin, Nature, Band 226, 1970, S. 225–226.
- mit G. Isaac, R. Leakey: Archeological traces of early hominid activities east of Lake Rudolf, Kenya, Science, Band 173, 1971, S. 1129–1134.
- Herausgeberin mit A. Hill: Fossils in the Making: Vertebrate Paleoecology and Taphonomy, University of Chicago Press 1980
- mit F. Laporte: Footprints of a Pleistocene Hominid in Northern Kenya, Nature, Band 289, 1981, S. 167–169.
- mit K. D. Gordon, G. T. Yanagi: Trampling as a cause of bone surface damage and pseudo-cutmarks, Nature, Band 319, 1986, S. 768–771.
- Herausgeberin mit  J. D. Damuth, W. A. DiMichele, R. Potts, H.-D. Sues, S. L. Wing: Terrestrial Ecosystems Through Time, University of Chicago Press 1992 (darin von Behrensmeyer: Paleoenvironmental contexts and taphonomic modes in the terrestrial fossil record).
- mit N. E. Todd, R. Potts, G. E. McBrinn: Late Pliocene faunal turnover in the Turkana Basin, Kenya and Ethiopia, Science, Band 278, 1997, S. 1589–1594.
- mit René Bobe: "The expansion of grassland ecosystems in Africa in relation to mammalian evolution and the origin of the genus Homo, Palaeogeography, Palaeoclimatology, Palaeoecology, Band 207, 2004, S. 399–420.
- Climate change and human evolution, Science, Band 311, 2006, S. 476–478.
- Bonebeds through Geologic Time, in: R. Rogers, D. Eberth, T. Fiorillo (Hrsg.),  Bonebeds: Genesis, Analysis, and Paleobiological Significance, University of Chicago Press 2007, S. 65–102
- mit D. Western: Bones track community structure over four decades of ecological change, Science, Band 324, 2009, S. 1061–1064.
- Herausgeberin mit S. Kathleen Lyons, Peter J. Wagner: Foundations of Paleoecology: Classic papers with commentaries, University of Chicago Press 2019  (darin von Behrensmeyer, Caroline Strömberg: Palaeoenvironmental Reconstruction)
- mit J. Tyler Faith, Andrew Du, Benjamin Davies, David B. Patterson, John Rowan, Bernard Wood: Rethinking the ecological drivers of hominin evolution, Trends in Ecology and Evolution, Band 36, 2021, S. 797–807